# Portobello Road

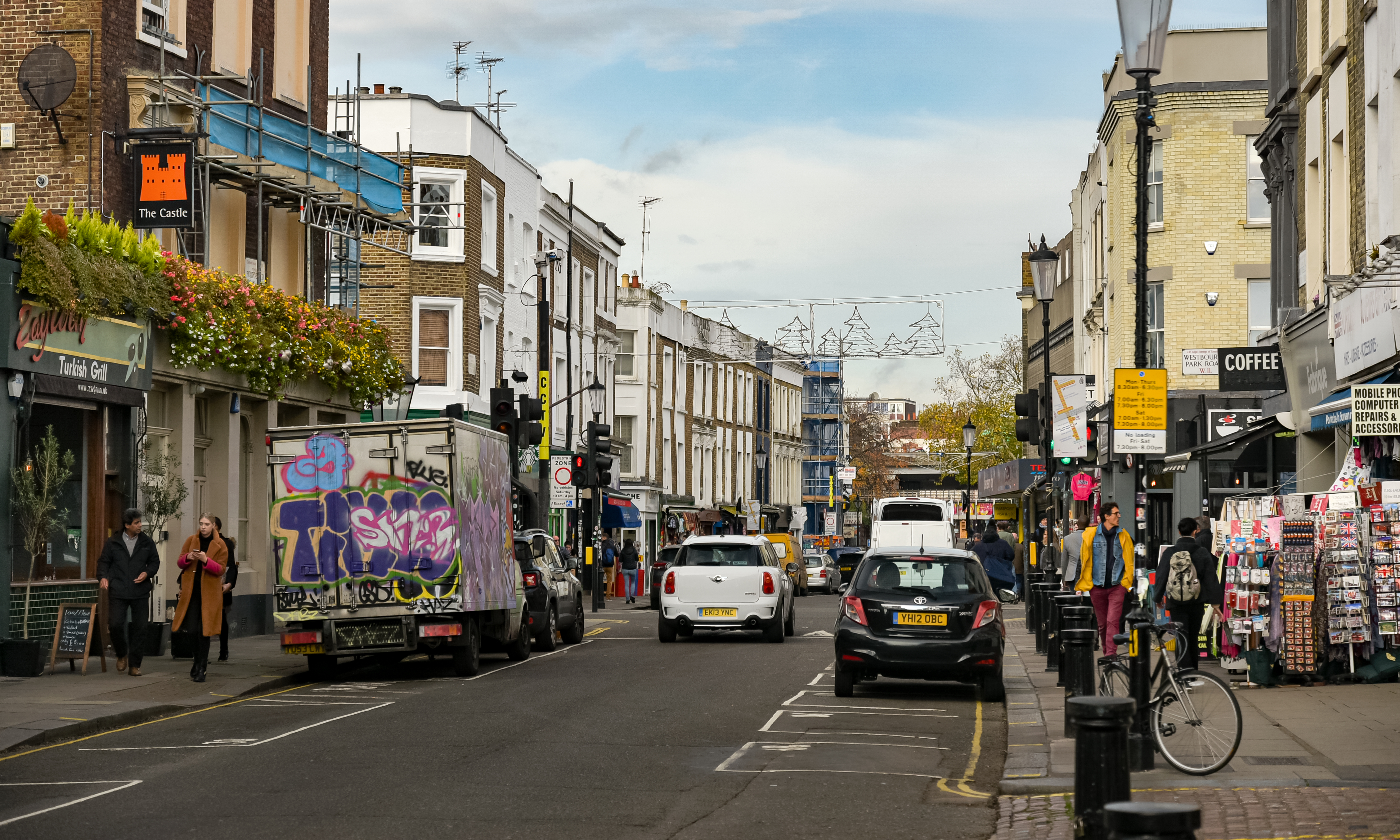
Portobello Road

Portobello Road es una calle en el barrio de Notting Hill de los distritos de Kensington y Chelsea, en el oeste de Londres, Inglaterra. Recorre casi la longitud de Notting Hill de sur a norte, aproximadamente paralela con Ladbroke Grove. Los sábados alberga al Portobello Road Market, uno de los mercados callejeros más conocidos de Londres, conocido por su ropa de segunda mano y antigüedades. Cada agosto desde 1996 el Festival cinematográfico Portobello se ha celebrado alrededor de Portobello Road. La conocida calle, aunque urbanizada en la segunda mitad del siglo XIX, deriva su nombre de una granja situada anteriormente en el lugar, y denominada Portobello Farm en conmemoración de la batalla de dicho nombre. En 1928 vivió en la calle George Orwell, en un modesto alojamiento.

## Portobello en la actualidad

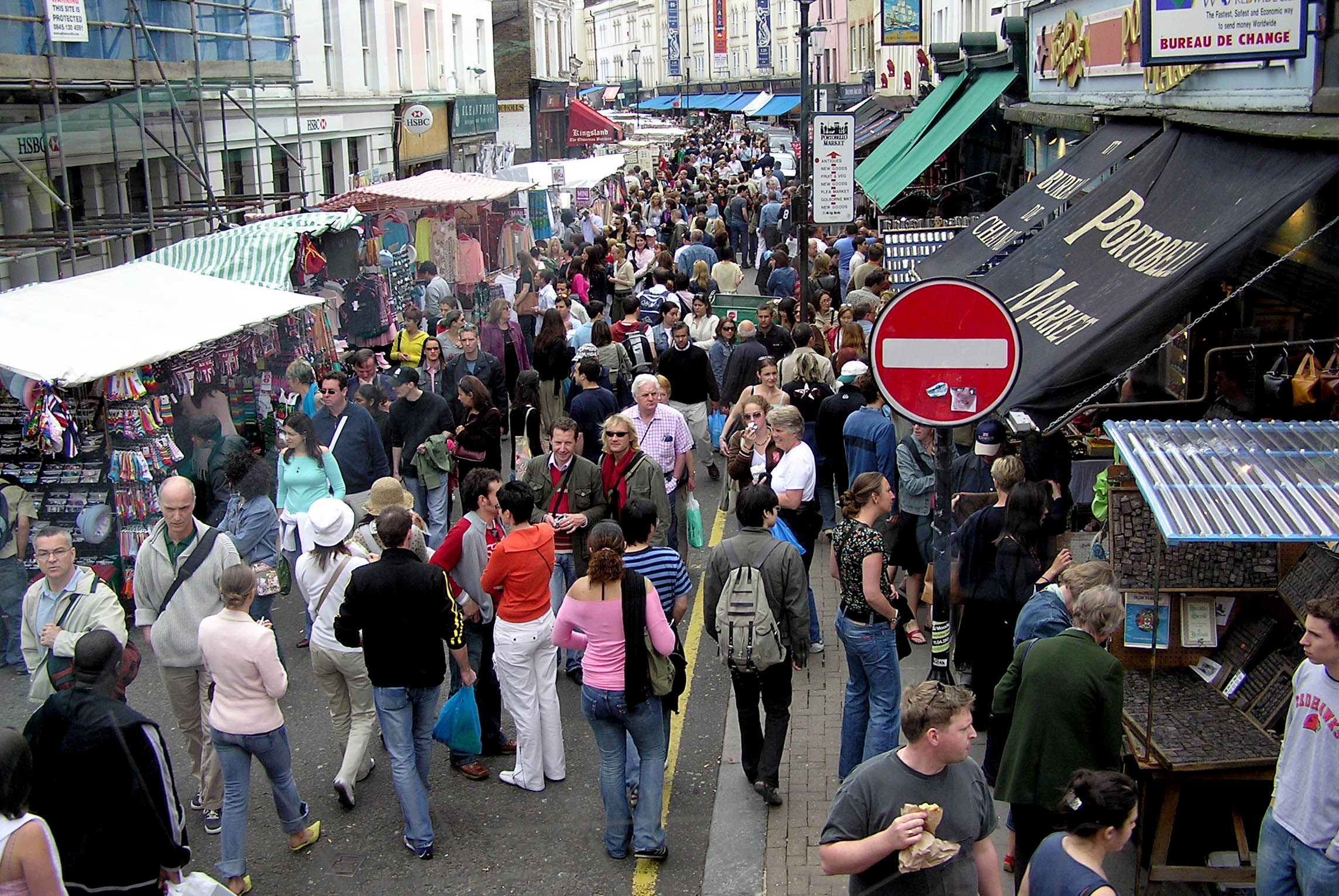
Portobello Road Market

La distinción de Portobello Road no recae solo en su mercadillo. Una gran gama de culturas que viven en esta calle y en este distrito contribuyen a crear una atmósfera cosmopolita y enérgica. La arquitectura juega una parte, también, como los meandros y curvas que hace la calle a lo largo de la mayor parte de su recorrido, a diferencia de la disposición más planificada de la mayor parte de las áreas cercanas. Terrazas de estilo victoriano y tiendas predominan, exprimidas en el espacio disponible, añadiendo intimidad al paisaje de la calle. Los Amigos de Portobello procuran conservar el dinamismo de la calle, evitando la llegada de tiendas de una cadena grande que amenace a los vecinos

## Portobello en la ficción
Portobello Road, aparece en la película musical La bruja novata (1971). La escena incluye una introducción del lugar (ambientado en el Londres de los años 1940) a través de una canción, que suena como un vals en acorde menor. A continuación de la introducción, aparece una secuencia de diferentes bailes, que se inspiran en la melodía principal, adoptando estilos de swing (Big Band), bodeville, samba, charleston, Irish soft shoe, estilo escocés.
También en esta tradicional calle de Londres se rodó la película Notting Hill (1999) protagonizada por Julia Roberts y Hugh Grant que la convirtió aún más en icono de atracción para los turistas, buscando la famosa librería donde se centra la historia romántica del film.